# 마고리엄의 장난감 백화점
《마고리엄의 장난감 백화점》(영어: Mr. Magorium's Wonder Emporium)은 미국에서 제작된 잭 헬름 감독의 2007년 아동 판타지 코미디 영화이다. 더스틴 호프먼, 내털리 포트먼, 제이슨 베이트먼 등이 출연하였고, 제임스 개러밴테이 등이 제작에 참여하였다.
이 영화는 2007년 11월 16일 20세기 폭스에 의해 극장 개봉되었다. 이 영화는 전 세계적으로 6,950만 달러의 흥행 수익을 거두었다.

## 줄거리
마법의 장난감 백화점을 운영해온 243살의 머고리엄은 이제 매니저 몰리에게 백화점을 물려주고 "떠나려고" 한다. 몰리는 이 작별을 받아들이고 스스로를 믿는 법을 배워야만 한다.

## 출연
- 더스틴 호프먼 - 에드워드 머고리엄 씨 역
- 내털리 포트먼 - 몰리 머호니 역
- 제이슨 베이트먼 - 헨리 웨스턴 역
- 잭 밀스 - 에릭 애플바움 역
- 테드 러직 - 벨리니 역
- 킬리 샌체즈 - 굿맨 부인 역
- 스티브 휘트마이어 - 커밋 역

## 기타 제작진
- 공동 제작: 바버라 A. 홀
- 협력 제작: 짐 밀러
- 배역: 로빈 D. 쿡, 어맨다 매키, 캐시 샌드리치
- 미술: 터리스 디프레이
- 의상: 크리스토퍼 하개돈